# Communauté rurale de Ouarkhokh
La communauté rurale de Ouarkhokh est une communauté rurale du Sénégal située au nord-ouest du pays. 
Elle fait partie de l'arrondissement de Dodji, du département de Linguère et de la région de Louga.